# Amsterdam University Press
Amsterdam University Press (AUP) é uma editora universitária fundada em 1992 pela Universidade de Amsterdã, nos Países Baixos.